# Roy F. Harrod
Sir Henry Roy Forbes Harrod (* 13. Februar 1900 in Norfolk; † 8. März 1978 ebenda) war ein englischer Ökonom.

## Leben und Wirken
Roy Harrod entwickelte zeitgleich, aber unabhängig von Evsey D. Domar, ein ökonomisches Modell zur Wachstumstheorie. Dieses wird daher Harrod-Domar-Modell genannt. Harrod absolvierte sein Studium am New College in Oxford. Danach verbrachte er einige Zeit am King’s College in Cambridge, wo er John Maynard Keynes kennenlernte. Er kehrte jedoch nach Oxford zurück und wurde Direktor an einem kirchlichen College. Seit der Zeit in Cambridge waren Harrod und Keynes eng befreundet und Harrods wurde der offizielle Biograf Keynes. Ab 1944 fungierte er zusammen mit Austin Robinson als Herausgeber des The Economic Journal.
Assar Lindbeck, der ehemalige Vorsitzende des Wirtschaftsnobelpreis-Komitees, sagte einmal, dass Roy Harrod den Wirtschaftsnobelpreis erhalten hätte, wenn er länger gelebt hätte.

## Ehrungen
- 1947: Mitglied (Fellow) der British Academy[1]
- 1959: Ritterschlag als Knight Bachelor.[2]
- 1966: Bernhard-Harms-Preis des Instituts für Weltwirtschaft Kiel.[3]

## Werk (Auswahl)
- „International economics“ (Fünf Auflagen von 1939 bis 1973)
- „The life of John Maynard Keynes“, Macmillan, London 1951
- „An Essay in Dynamic Theory“, in Economic Journal, Vol. 49, S. 14–33, (1939)
  - „deutsche Übersetzung: Ein Essay zur dynamischen Theorie“, in König, H. (Hrsg.), Wachstum und Entwicklung der Wirtschaft, S. 35–54, Köln (1968)
- „Towards a Dynamic Economics:Some Recent Developments of economic theory and their Application to policy“, London (1942)